# Verrie
Verrie és un municipi francès situat al departament de Maine i Loira i a la regió de País del Loira. L'any 2007 tenia 424 habitants.

## Demografia

### Població
El 2007 la població de fet de Verrie era de 424 persones. Hi havia 158 famílies de les quals 28 eren unipersonals (20 homes vivint sols i 8 dones vivint soles), 49 parelles sense fills, 73 parelles amb fills i 8 famílies monoparentals amb fills.
La població ha evolucionat segons el següent gràfic:
Habitants censats

### Habitatges
El 2007 hi havia 169 habitatges, 156 eren l'habitatge principal de la família, 7 eren segones residències i 6 estaven desocupats. Tots els 169 habitatges eren cases. Dels 156 habitatges principals, 141 estaven ocupats pels seus propietaris, 13 estaven llogats i ocupats pels llogaters i 2 estaven cedits a títol gratuït; 6 tenien dues cambres, 16 en tenien tres, 50 en tenien quatre i 84 en tenien cinc o més. 126 habitatges disposaven pel capbaix d'una plaça de pàrquing. A 56 habitatges hi havia un automòbil i a 93 n'hi havia dos o més.

### Piràmide de població
La piràmide de població per edats i sexe el 2009 era:
| Homes | Edats   | Dones |
| ----- | ------- | ----- |
| 0     | 95 o +  | 0     |
| 0     | 90 a 94 | 0     |
| 8     | 85 a 89 | 0     |
| 4     | 80 a 84 | 0     |
| 4     | 75 a 79 | 16    |
| 12    | 70 a 74 | 8     |
| 12    | 65 a 69 | 8     |
| 4     | 60 a 64 | 0     |
| 12    | 55 a 59 | 0     |
| 8     | 50 a 54 | 12    |
| 24    | 45 a 49 | 12    |
| 20    | 40 a 44 | 28    |
| 20    | 35 a 39 | 4     |
| 16    | 30 a 34 | 16    |
| 0     | 25 a 29 | 4     |
| 8     | 20 a 24 | 16    |
| 24    | 15 a 19 | 24    |
| 12    | 10 a 14 | 20    |
| 8     | 5 a 9   | 8     |
| 4     | 0 a 4   | 8     |

## Economia
El 2007 la població en edat de treballar era de 281 persones, 209 eren actives i 72 eren inactives. De les 209 persones actives 194 estaven ocupades (108 homes i 86 dones) i 15 estaven aturades (6 homes i 9 dones). De les 72 persones inactives 33 estaven jubilades, 15 estaven estudiant i 24 estaven classificades com a «altres inactius».

### Ingressos
El 2009 a Verrie hi havia 160 unitats fiscals que integraven 446 persones, la mediana anual d'ingressos fiscals per persona era de 17.282 €.

### Activitats econòmiques
Dels 16 establiments que hi havia el 2007, 1 era d'una empresa extractiva, 7 d'empreses de construcció, 1 d'una empresa de comerç i reparació d'automòbils, 1 d'una empresa de transport, 1 d'una empresa immobiliària, 2 d'empreses de serveis, 2 d'entitats de l'administració pública i 1 d'una empresa classificada com a «altres activitats de serveis».
Dels 4 establiments de servei als particulars que hi havia el 2009, 2 eren electricistes, 1 empresa de construcció i 1 agència immobiliària.
L'any 2000 a Verrie hi havia 13 explotacions agrícoles que ocupaven un total de 600 hectàrees.

## Equipaments sanitaris i escolars
El 2009 hi havia una escola elemental integrada dins d'un grup escolar amb les comunes properes formant una escola dispersa.

## Poblacions més properes
El següent diagrama mostra les poblacions més properes.